# Новоспасский концентрационный лагерь (1914—1921)
Новоспасский концентрационный лагерь (также известен как Новоспасский лагерь военнопленных) — российский, а затем советский концлагерь, созданный царским правительством в 1914 году в селе Новоспасском Канадейской волости Сызранского уезда Симбирской губернии.

## История
Новоспасский лагерь функционировал с начала Первой мировой войны, исходно как лагерь для военнопленных, по 1921 год, сначала в системе царского правительства, затем в системе ВЧК-ОГПУ.